# Valhalla Market
Le Valhalla Market (aussi appelé Silkkitie en finnois) est un marché noir finlandais qui regroupait majoritairement des membres scandinaves et qui était en fonction depuis octobre 2013. Il fonctionnait sur le réseau The Onion Router (Tor).
Il a été fermé le 3 mai 2019 par les douanes finlandaises, la sous-direction française de lutte contre la cybercriminalité et Europol, pour délits aggravés sur les stupéfiants,.
Les serveurs ont été saisis et le site a été fermé. Seuls restent les logos des trois organisations qui ont œuvré à l'arrêt du réseau criminel.